# Casa de João Goulart
A Casa de João Goulart é um casarão construído em 1927, onde residiu, durante a infância e juventude, o Ex-Presidente João Goulart. Localiza-se na cidade de São Borja, no estado de Rio Grande do Sul. A casa de João Goulart é um patrimônio histórico, tombado pelo Instituto do Patrimônio Histórico e Artístico do Estado (IPHAE), na data de 7 de fevereiro de 1994, sob o processo de nº 03/94.
A casa ficou abandonada por um tempo e entre os anos de 2008 e 2009 passou por restaurações para abrigar o espaço cultural Memorial Casa de João Goulart, sua atual função.

## Arquitetura
De arquitetura eclética, a casa possui um porão e um pavimento. As paredes externas foram construídas em alvenaria e o telhado com telhas de barro. A residência, antes da reforma e adaptações para abrigar o memorial, possuía a sala de estar, escritório, quarto das moças interligada com o quarto dos pais, sala com lareira e varanda de vidro. No anexo, aos fundos da casa, ficava o quarto dos rapazes e dependências de empregados.

## Memorial Casa de João Goulart
Inaugurado em 2 de outubro de 2009, o Memorial Casa de João Goulart abriga o acervo do ex-presidente, com documentos, textos, imagens e objetos relacionados a vida de João Goulart. A casa ainda possui mobiliários da época, salas de exposições e sala de vídeo. Além do Memorial, na casa funciona uma oficina de artesanatos, o escritório do Instituto João Goulart, a Secretaria Municipal da Cultura de São Borja e uma cafeteria.